# Liste des codes IATA des aéroports/Q
Liste des codes IATA des aéroports internationaux.
Le code de deux lettres qui suit la ville est la subdivision du pays (région, État…) selon la norme ISO 3166-2.
- A
- B
- C
- D
- E
- F
- G
- H
- I
- J
- K
- L
- M
- N
- O
- P
- Q
- R
- S
- T
- U
- V
- W
- X
- Y
- Z

- Haut – QA
- QB
- QC
- QD
- QE
- QF
- QG
- QH
- QI
- QJ
- QK
- QL
- QM
- QN
- QO
- QP
- QQ
- QR
- QS
- QT
- QU
- QV
- QW
- QX
- QY
- QZ

## QA
- QAA – Nora, Alaska, États-Unis
- QAB – Brusque, Santa Catarina, Brésil
- QAH – Delhi (Aéroport Hindon), Inde
- QAJ – Ajman City, Émirats arabes unis
- QAM - Aéroport d'Amiens - Glisy, France
- QAQ - L'Aquila (Parchi), Italie
- QAR – Arnhem, Pays-Bas
- QAU – Bebedouro, Saõ Paulo, Brésil
- QAV – Benjamin Constant, Amazonas, Brésil

## QB
- QBA – Budva, Monténégro
- QBC – Aéroport de Bella Coola, Colombie-Britannique, Canada
- QBD – Barra do Piraí, Rio de Janeiro, Brésil
- QBE – Bega, Nouvelle-Galles du Sud, Australie
- QBF – Brack, Libye
- QBG – Pančevo, Voïvodine, Serbie
- QBI – Bitola, Macédoine du Nord
- QBM – Bourg-Saint-Maurice, France
- QBN – Barra Mansa, Rio de Janeiro, Brésil
- QBO – Bochum, Allemagne
- QBQ – Aéroport de Besançon-La Vèze, France
- QBW – Batemans Bay, Nouvelle-Galles du Sud, Australie
- QBX – Sobral, Ceará, Brésil

## QC
- QCA – La Mecque, Arabie Saoudite
- QCB – Currais Novos, Rio Grande do Norte, Brésil
- QCC – Camaçari, Bahia, Brésil
- QCD – Campo Bom, Rio Grande do Sul, Brésil
- QCE – Copper Mountain, Colorado, États-Unis
- QCH – Colatina, Espírito Santo, Brésil
- QCJ – Botucatu, São Paulo, Brésil
- QCO – Colón, Cuba
- QCR – Curitibanos, Santa Catarina, Brésil
- QCS – Cataguases, Minas Gerais, Brésil
- QCU – Akunnaaq (Héliport), Groenland
- QCV – Guarulhos, São Paulo, Brésil
- QCW – Wilton, Connecticut, États-Unis
- QCX – São Caetano do Sul, São Paulo, Brésil
- QCY – RAF Coningsby, Angleterre, Royaume-Uni
- QCZ – Catanzaro, Italie

## QD
- QDA – Charqueadas, Rio Grande do Sul, Brésil
- QDB – Cachoeira do Sul, Rio Grande do Sul, Brésil
- QDE – Catanduva, São Paulo, Brésil
- QDF – Conselheiro Lafaiete, Minas Gerais, Brésil
- QDI – Hohenems (Dornbirn), Autriche
- QDM – Dammam, Arabie saoudite
- QDN – Eden, Nouvelle-Galles du Sud, Australie
- QDO – Icoaraci, Pará, Brésil
- QDP – Dom Pedrito, Rio Grande do Sul, Brésil
- QDQ – Duque de Caixas, Rio de Janeiro, Brésil
- QDS – Itajubá, Minas Gerais, Brésil
- QDU – Düsseldorf, Allemagne
- QDV – Denver (aire métropolitaine), Colorado, États-Unis
- QDW – Diadema, São Paulo, Brésil
- QDY – Andong, Corée du Sud
- QDZ – Saïda, Algérie

## QE
- QEA – Aarhus (Terminal maritime), Danemark
- QEB – Babice, Varsovie, Pologne
- QEC – Copenhague (Terminal maritime), Danmark
- QED – Médéa, Algérie
- QEE – Elstree, Angleterre, Royaume-Uni
- QEF – Egelsbach, Allemagne
- QEG – Fertöszentmiklos, Hongrie
- QEH- Hradec Kralove, République Tchèque
- QEI- Mielec, Pologne
- QEJ- Leer, Allemagne
- QEK- Budel, Pays-Bas
- QEL- Ljungbyhed, Suède
- QEM- Norrtälje, Suède
- QEN- Ny-Ålesund, Svalbard, Norvège
- QEO- České Budějovice, République Tchèque
- QEP- Pribram, République Tchèque
- QEQ- Allendorf, Allemagne
- QER- Reichelsheim, Allemagne
- QES- Svea, Svalbard, Norvège
- QET – Föhren, Allemagne
- QEU – Szeged, Hongrie
- QEV – Statdtlohn, Allemagne
- QEW – Wiener Neustadt, Autriche
- QEX – Rendsburg, Allemagne
- QEY – Nyíregyháza, Hongrie
- QEZ – Mayence, Allemagne

## QF
- QFB – Fribourg-en-Brisgau, Allemagne
- QFE – Fort Benning (Columbus), Géorgie, États-Unis
- QFH – Frederikshavn (Ottestrup/Saeby), Danemark
- QFI – Iginniarfik (Héliport), Groenland
- QFR – Frosinone, Italie
- QFS – São Francisco do Sul, Santa Catarina, Brésil

## QG
- QGA – Guaíra, Paraná, Brésil
- QGB – Garanhuns, Pernambouc, Brésil
- QGF – Montenegro, Rio Grande do Sul, Brésil
- QGK – Palmares, Pernambouc, Brésil
- QGN – Tarragone (Reus), Espagne
- QGR – Pusso Alegre, Minas Gerais, Brésil
- QGS – Alagoinhas, Bahia, Brésil
- QGU – Gifu, Japon
- QGV – Neu-Isenburg, Allemagne

## QH
- QHA – Hasselt, Belgique
- QHD – Heidelberg, Allemagne
- QHE – São Bento do Sul, Santa Catarina, Brésil
- QHL – Castanhal, Pará, Brésil
- QHR – Harar Meda, Éthiopie
- QHT – Teresópolis, Rio de Janeiro, Brésil
- QHU – Husum, Allemagne
- QHV – Novo Hamburgo, Rio Grande du Sul, Brésil

## QI
- QID – Três Corações, Mibas Gerais, Brésil
- QIG – Iguatu, Ceará, Brésil
- QIH – Três Rios, Rio de Janeiro, Brésil
- QIJ – Gijón, Espagne
- QIR – Irbid, Jordanie
- QIU – Ciutadella de Menorca, Espagne
- QIW – Oumm al Qaïwaïn, Émirats arabes unis

## QJ
- QJA – Jaraguá do Sul, Santa Catarina, Brésil
- QJB – Al-Jubayl, Arabie saoudite
- QJD – Jindabyne, Nouvelle-Galles du Sud, Australie
- QJO – Campos do Jordão, São Paulo, Brésil
- QJU – Jalandhar, Penjab, Inde

## QK
- QKA – Karlsruhe (Forchheim), Allemagne
- QKB – Breckenridge, Colorado, États-Unis
- QKF – Krefeld, Allemagne
- QKL – Cologne (Station), Allemagne
- QKR – Aérodrome de Kourou, Guyane, France
- QKS – Keystone, Colorado, États-Unis
- QKU – Cologne (Rail Station), Allemagne
- QKW – Kanazawa (City), Japon
- QKZ – Constance, Allemagne

## QL
- QLA – Lasham, Angleterre, Royaume-Uni
- QLB – Lajeado, Rio Grande do Sul, Brésil
- QLE – Leeton, Nouvelle-Galles du Sud, Australie
- QLG – Landshut, Allemagne
- QLH – Kelsterbach, Allemagne
- QLI – Limassol, Chypre
- QLJ – Lucerne, Suisse
- QLL – São Leopoldo, Rio Grande di Sul, Brésil
- QLM – La Munoza, Espagne
- QLO – Lörrach, Allemagne
- QLS – Aéroport de Lausanne-Blécherette, Suisse
- QLT – Latina, Italie
- QLW – Lavras, Minas Gérais, Brésil
- QLX – Lauterach, Autriche

## QM
- QMA – Matanzas, Cuba
- QMB – Panambi, Rio Grande do Sul, Brésil
- QMC – Mairiporã, São Paulo, Brésil
- QMD – Madaba, Jordanie
- QME – Messine, Italie
- QMF – Mafra, Santa Catarina, Brésil
- QMI – Mogi das Cruzes, São Paulo, Brésil
- QML – Mirpur, Pakistan
- QMM – Marina di Massa, Italie
- QMN – Mbabane, Swaziland
- QMO – Mons, Belgique
- QMP – Macon (FlightLink Bus Service), États-Unis
- QMU – Moûtiers, France
- QMZ – Mayence, Allemagne]

## QN
- QNB – Anand, Inde
- QND – Novi Sad, Voïvodine, Serbie
- QNG – Nagano, Japon
- QNH – Canoinhas, Santa Catarina, Brésil
- QNJ – Aérodrome d'Annemasse, France
- QNP – Agía Nápa, Chypre
- QNS – Canoas, Rio Grande do Sul, Brésil
- QNT – Niterói, Rio de Janeiro, Brésil
- QNU – Nuoro, Italie
- QNV – Nova Iguaçu, Rio de Janeiro, Brésil
- QNX – Aérodrome de Mâcon - Charnay, France

## QO
- QOA – Mococa, São Paulo, Brésil
- QOC – Osasco, São Pauko, Brésil
- QOI – Cotia, São Paulo, Brésil
- QOM – Omyia, Japon
- QOR – Ordu, Turquie
- QOS – Oristano, Italie
- QOW – Aéroport d'Owerri, Nigéria

## QP
- QPA – Padoue, Italie
- QPD – Pinar del Río, Cuba
- QPE – Petrópolis, Rio de Janeiro, Brésil
- QPF – Pompeia, São Paulo, Brésil
- QPG – Singapour (Paya Lebar), Singapour
- QPR – Prato, Italie
- QPV – Perisher, Nouvelle-Galles du Sud, Australie

## QQ
- QQV – Lupin, Territoires du Nord-Ouest, Canada
- QQY – York, Angleterre, Royaume-Uni
- QQZ – Paraguana (Josefa Camejo), Venezuela

## QR
- QRA – Aéroport Rand, Johannesburg, Afrique du Sud
- QRC – Rancagua, Chili
- QRE – Reichelsheim, Allemagne
- QRI – Rize, Turquie
- QRK – Arcos, Minas Gerais, Brésil
- QRL – Marbella, Espagne
- QRM – Narromine, Nouvelle-Galles du Sud, Australie
- QRO – Aéroport intercontinental de Querétaro, Mexique
- QRR – Warren, Nouvelle-Galles du Sud, Australie
- QRU – Rio do Sul, Santa Catarina, Brésil
- QRV – Aérodrome d'Arras - Roclincourt, France
- QRW – Warri, Nigeria
- QRX – Narooma, Nouvelle-Galles du Sud, Australie
- QRZ – Resende, Rio de Janeiro, Brésil

## QS
- QSA – Aéroport de Sabadell, Espagne
- QSB – São Bernardo do Campo, São Paulo, Brésil
- QSC – Aéroport de São Carlos, São Paulo, Brésil
- QSD – São Gonçalo, Rio de Janeiro, Brésil
- QSE – Santo André, São Paulo, Brésil
- QSF – Aéroport de Sétif - 8 Mai 1945, Algérie
- QSI – Moshi, Tanzanie
- QSJ – São João del-Rei, Minas Gerais, Brésil
- QSM – Saint-Martin, Antilles françaises et néerlandaises,  France et Pays-Bas
- QSN – San Nicolás de Bari, Cuba
- QSO – Sousse, Tunisie
- QSP – Sancti Spíritus, Cuba
- QSR – Aérodrome Salerne-Côte amalfitaine, Italie
- QSZ – Xian de Yarkand, Chine

## QT
- QTA – Atibaia, São Paulo, Brésil
- QTD – Timbaúba, Pernambouc, Brésil
- QTE – São Gonçalo do Amarante, Rio Grande do Norte, Brésil
- QTH – Thredbo, Nouvelle-Galles du Sud, Australie
- QTK – Rothenburg, Allemagne
- QTO – Toledo, Paraná, Brésil
- QTV – Trévise (Héliport), Italie
- QTW – Daejeon, Corée du Sud
- QTZ – Coatzacoalcos, Mexique

## QU
- QUA – Puttgarden, Allemagne
- QUB – Oubari, Libye
- QUG – Chichester, Angleterre, Royaume-Uni
- QUI – Ban Houei Sai, Laos
- QUL – Ulm, Allemagne
- QUN – Kwang Yun, Corée du Sud
- QUO – Aéroport d'Akwa Ibom, Nigeria
- QUR – Muriaé, Minas Gerais, Brésil
- QUS – Gusau, Nigeria
- QUT – Utsunomiya, Japon
- QUO – Wyton (RAF), Angleterre, Royaume-Uni
- QUZ – Quzhou, Chine

## QV
- QVB – União da Vitória, Paraná, Brésil
- QVH – Vila Velha, Espírito Santo, Brésil
- QVI – Valbonne, France
- QVN – Avellino, Italie
- QVR – Volta Redonda, Rio de Janeiro, Brésil
- QVT – Victoria de Las Tunas, Cuba
- QVU – Viru, Îles Salomon

## QW
- QWP – Winter Park, Colorado, États-Unis
- QWU – Wurtzbourg, Allemagne

## QX
- QXJ – Caxias do Sul, Rio Grande do Sul, Brésil
- QXP – Struga, Macédoine du Nord

## QY
- QYD – Base aérienne Gdynia-Kosakowo, Pologne
- QYH – Hengelo, Pays-Bas
- QYI – Hilversum (La Haye), Pays-Bas
- QYL – Almelo, Pays-Bas
- QYM – Amersfoort, Pays-Bas
- QYN – Byron Bay, Queensland, Australie
- QYP – Apeldoorn, Pays-Bas
- QYR - Aéroport de Troyes - Barberey, France
- QYV – Deventer (Teuge), Pays-Bas
- QYZ – Heerenveen, Pays-Bas

## QZ
- QZA – Zarka, Jordanie
- QZC – Smiggin Holes, Nouvelle-Galles du Sud, Australie
- QZN – Aéroport de Relizane, Algérie
- QZF – Font-Romeu, Pyrénées orientales, France
- QZG – La Llagonne, Pyrénées orientales, France